# Celestino Martínez
Celestino Martínez (Rosário, 7 de maio de 1916 — Data e local de falecimento desconhecidos) foi um futebolista argentino, que atuou como meia e centroavante.

## Carreira

### Racing, Sportivo Alsina e Independiente
Formado nas categorias de base do Racing como centroavante, Celestino passou pelo pequeno Sportivo Alsina, chegando ao Independiente junto com seu irmão gêmeo Adolfo. Por sua potência e sua força para fazer a marcação, foi utilizado como volante. Nesse momento, marcava a ala direita adversária, mas, por conta do seu começo como atacante, gostava de buscar o setor ofensivo, já que sempre lhe foi natural buscar o gol. Possuía uma grande potência física e era muito duro na marcação. Foi um lateral com grande projeção. Assim, em que pese sua posição defensiva no campo, marcou alguns gols em sua extensa carreira no Rey de Copas, com o qual foi campeão nacional em 1938 e 1939. Junto com Negro Leguizamón, deu apoio com eficiência ao grande trio dos Rojos, integrado por Vicente de la Mata, Arsenio Erico e Antonio Sastre. Com notáveis exibições, foi uma das figuras destacadas da equipe em uma época de grandes estrelas.

### Fluminense
Em 1945, já no fim de sua carreira, jogou durante um ano no Fluminense, onde não obteve o mesmo sucesso alcançado em Avellaneda.

### Seleção argentina

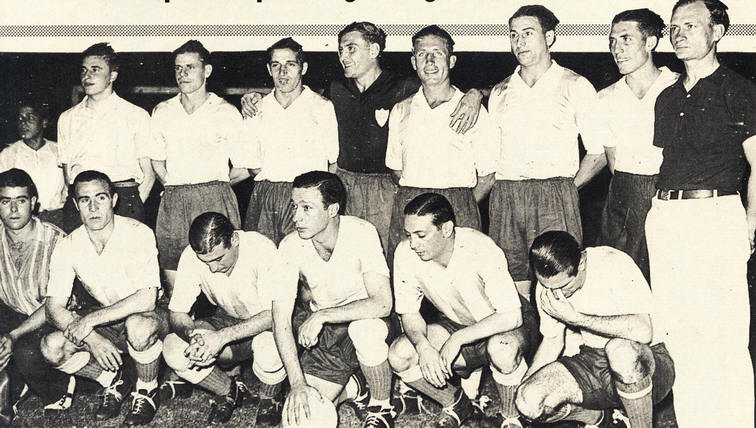
Seleção Argentina que venceu o Sul-Americano de 1937.

Sua trajetória inclui ainda 14 partidas disputadas pela seleção entre 1936 e 1943, tendo vencido o Campeonato Sul-Americano de 1937 (competição hoje denominada Copa América), realizado em Buenos Aires. Nesse campeonato, "Cele" – como também era conhecido – atuou em todos os seis jogos, contra Chile, Paraguai, Peru, Uruguai e Brasil.

## Títulos

### Como jogador
Independiente
- Campeonato Argentino: 1938 e 1939
- Copa Aldao: 1938 e 1939
- Copa Ibarguren: 1938 e 1939
- Copa Adrián C. Escobar: 1939
- Torneo Internacional Nocturno: 1936 e 1941
- Copa Intendencia Municipal de La Rioja: 1937
- Copa Trofeo Premio Cigarrillos Saratoga (versus Racing): 1939
- Copa Confraternidad Argentino-Brasileña (versus Flamengo): 1939
- Copa Municipalidad de Avellaneda: 1940
- Trofeo Universidad de Chile (versus Universidad de Chile): 1940
- Copa Intendente Municipal: 1941
- Copa Ministerio de Hacienda: 1941
- Copa Fraternidad: 1941
- Copa Presidente Prado: 1941

Seleção Argentina
- Campeonato Sul-Americano (atual Copa América): 1937